# Où en sont-elles ?
Où en sont-elles ? Une esquisse de l’histoire des femmes est un essai d'Emmanuel Todd, publié en janvier 2022 aux éditions du Seuil. Il est traduit en anglais en 2023 sous le titre Lineages of the Feminine: An Outline of the History of Women.

## Thématique
Todd affirme dans cet essai que l'émancipation des femmes est achevée et conteste l'existence du patriarcat en Europe de l'Ouest. Il considère que le féminisme contemporain défend une vision antagoniste des rapports entre hommes et femmes, positionnement qui serait préjudiciable aux classes sociales les plus fragiles.
L'auteur attaque également la théorie du genre, qui est selon lui un aspect du trouble identitaire généralisé qui affecte la civilisation contemporaine.

## Réception
Pour Florent Georgesco, dans Le Monde, le livre, en s'appuyant sur des concepts sans lien avec la réalité, n'est guère plus qu'un livre d'opinion, s'enfermant dans le champ de l'idéologie dont il voulait s'extraire.
Pour Alexandre Lacroix de Philosophie Magazine, ce « drôle d'essai » présente d'un côté un tableau fascinant de cartes et de chiffres et, de l'autre, « des saillies qui tordent l’objectivité du propos ».
Pour Emmanuelle Lucas dans La Croix, le livre se veut polémique et à force de provocations, de télescopages et de raccourcis contestables, perd l'intérêt qu'il y aurait pu avoir à traiter des paradoxes de l'émancipation comme d'autres l'ont fait avec plus de succès.
L'essai est considéré comme un « pavé pseudoscientifique » par Véronique Radier de L'Obs et un « pamphlet masculiniste conservateur » par Juliette Cerf dans Télérama. Il est également critiqué sur le fond et sur les méthodes par l'anthropologue Maurice Godelier dans la Revue du MAUSS.
L'ouvrage est « passionnant et polémique » selon Claire Chartier dans l'Express, « essentiel » selon Kévin Boucaud-Victoire de Marianne, « audacieux » pour Laetitia Strauch-Bonart du Point.
Selon le sociologue Raymond Debord, auteur d'une critique pour l'Union nationale des associations familiales : « Où en sont-elles est un ouvrage d’une portée considérable, qui fera date. ».
Michel Lapierre, dans Le Devoir, considère que l'essai est avant tout un pamphlet contre le livre Trouble dans le genre de Judith Butler.
Dans l'ensemble, en France, l'ouvrage laisse froid les chercheurs qui ne reconnaissent pas à Emmanuel Todd de légitimité sur le sujet.